# Winter Sonata
Winter Sonata (ook bekend als Winter Ballad/Winter Love Story, Koreaans: 겨울연가) was het tweede deel van de KBS drama serie Endless Love. Winter Sonata werd geproduceerd in maart 2002 in Zuid-Korea. In Japan werd de serie uitgezonden door NHK en vormde een groot aandeel in de popularisering van moderne Koreaanse cultuur in Azië, ook wel aangeduid als Korean wave.
Winter Sonata werd bekend als 冬のソナタ in het Japans, Sonata de Invierno in het Spaans en 冬日戀歌 in het Chinees.

## Cast
- Bae Yong Joon (배용준) as Kang Joon Sang (강준상) / Lee Min Hyung (이민형)
- Choi Ji Woo (최지우) as Jung Yu-jin (중유진)
- Park Yong-ha (박용하) as Kim Sang-Hyuk (김상혁)
- Park Sol Mi (박설미) as Oh Che-lin (오체린)